# René Descartes (câblier)
Pour les articles homonymes, voir Descartes (homonymie).
Le René Descartes est un câblier français utilisé par Orange Marine. Le navire porte le nom du mathématicien, physicien et philosophe français René Descartes.
De juin à novembre 2015, il pose le câble FASTER reliant le Japon aux États-Unis à travers l'Océan pacifique. Ce câble de plus de 9 000 km de long a une capacité de 60 Térabits par seconde,, et relie plus précisément, Shima dans la Préfecture de Mie à l'Oregon,. Côté Japon, le câble est aussi connecté à des infrastructures existantes, à Minamibōsō. 